# Silvio Proto
Silvestro Proto (Charleroi, 23 de mayo de 1983), conocido como Silvio Proto, es un exfutbolista belga que jugaba de portero.

## Trayectoria
Empezó su carrera profesional en 1999 con el R. A. A. Louviéroise. En 2005 se marchó al R. S. C. Anderlecht, donde estuvo once años en los que ganó en seis ocasiones la Primera División. Tras su estancia en el conjunto malva se marchó al K. V. Oostende antes de salir a jugar fuera de Bélgica con el Olympiacos de El Pireo y la S. S. Lazio. En febrero de 2021 abandonó el equipo romano y anunció su retirada.

## Selección nacional
Fue internacional con la selección de fútbol de Bélgica en 13 ocasiones. En 2014 fue convocado para participar en la Copa Mundial, pero se acabó perdiendo la cita mundialista por lesión.

## Clubes
| Club                                 | País    | Año       |
| ------------------------------------ | ------- | --------- |
| R. A. A. Louviéroise                 | Bélgica | 1999-2005 |
| R. S. C. Anderlecht                  | Bélgica | 2005-2016 |
| K. F. C. Germinal Beerschot (cedido) | Bélgica | 2008-2009 |
| K. V. Oostende                       | Bélgica | 2016-2017 |
| Olympiacos de El Pireo               | Grecia  | 2017-2018 |
| S. S. Lazio                          | Italia  | 2018-2021 |

## Palmarés

### Títulos nacionales
| Título                      | Club                 | País    | Año  |
| --------------------------- | -------------------- | ------- | ---- |
| Copa de Bélgica             | R. A. A. Louviéroise | Bélgica | 2003 |
| Primera División de Bélgica | R. S. C. Anderlecht  | Bélgica | 2006 |
| Supercopa de Bélgica        | R. S. C. Anderlecht  | Bélgica | 2006 |
| Primera División de Bélgica | R. S. C. Anderlecht  | Bélgica | 2007 |
| Supercopa de Bélgica        | R. S. C. Anderlecht  | Bélgica | 2007 |
| Copa de Bélgica             | R. S. C. Anderlecht  | Bélgica | 2008 |
| Primera División de Bélgica | R. S. C. Anderlecht  | Bélgica | 2010 |
| Supercopa de Bélgica        | R. S. C. Anderlecht  | Bélgica | 2010 |
| Primera División de Bélgica | R. S. C. Anderlecht  | Bélgica | 2012 |
| Supercopa de Bélgica        | R. S. C. Anderlecht  | Bélgica | 2012 |
| Primera División de Bélgica | R. S. C. Anderlecht  | Bélgica | 2013 |
| Supercopa de Bélgica        | R. S. C. Anderlecht  | Bélgica | 2013 |
| Primera División de Bélgica | R. S. C. Anderlecht  | Bélgica | 2014 |
| Supercopa de Bélgica        | R. S. C. Anderlecht  | Bélgica | 2014 |
| Copa Italia                 | S. S. Lazio          | Italia  | 2019 |
| Supercopa de Italia         | S. S. Lazio          | Italia  | 2019 |